# Parque nacional La Muralla
El Parque nacional La Muralla es un parque nacional en Honduras. Se estableció el 1 de enero de 1993. Cubre una superficie aproximada de 13.708,35 hectáreas y una zona de amortiguamiento de 13.195,05 hectáreas de una superficie total de 26.903,48 hectáreas. 
El parque forma parte de tres municipios del departamento de Olancho, Honduras. Aproximadamente el 80% del parque está ubicado en La Unión, con aproximadamente un 10% en Jano y Esquipulas del Norte, respectivamente.
Actualmente posee, 5 especies de plantas endémicas, 4 insectos, Crysina cavey, 2 anfibios, salamandras endémicas de la Muralla, y gran población de Quetzal.